# 這いよれ! ニャル子さんのディスコグラフィ
這いよれ! ニャル子さんのディスコグラフィでは、『這いよれ! ニャル子さん』の関連CDについて記述する。発売元はDIVE II entertainment。

## ドラマCD
2009年10月23日から2011年5月25日まで発売された。1巻以外にはサブタイトルが付いており、2巻は「EX 〜ドリーミー ドリーマー〜」、3巻は「DX 〜ウィンターウォーズ〜」、4巻は「GX 〜フェイタルアトラクション〜」と付いている。
ディスクジャケットは、原作のイラストを担当している狐印による描き下ろしであり、第1巻、第3巻にニャル子、第2巻にニャル子、シャンタッ君、第4巻にニャル子、八坂真尋、クー子、ハス太、シャンタッ君、八坂頼子、ルーヒー・ジストーンが描かれている。

## シングル

### 太陽曰く燃えよカオス
2012年5月23日発売。後ろから這いより隊Gによる「這いよれ!ニャル子さん」（第1期）の主題歌。カップリング曲は、後ろから這いより隊Bによる「黒鋼のストライバー」。

### ずっと Be with you
2012年5月23日発売。表題曲「ずっと Be with you」は、テレビアニメ「這いよれ!ニャル子さん」（第1期）のエンディングテーマとして使用された。
CD+DVD盤、通常盤の2種リリースであり、前者にはノンテロップエンディング映像、プロモーション映像、CM映像の15secバージョンと30secバージョンが収録されたDVDが同梱されている。また、2012年4月19日にはニコニコ動画の公式チャンネルから本作のCM映像が配信された。
ディスクジャケットには、ニャル子が描かれている。イラストはアニメーション制作を手掛けたXEBECによる描き下ろし。
主な記録
2012年6月4日付のオリコン週間シングルチャートで15位を獲得。初動売上は1.2万枚を記録した。デイリーチャートでは、5月22日付、5月23日付で最高位の13位を獲得した。月間チャートでは2012年5月度で38位を獲得。推定売上枚数は1.3万枚を記録した。
2012年6月4日付のBillboard JAPAN HOT 100で40位、Billboard JAPAN Hot Singles Salesで13位、Billboard JAPAN Hot Animationで7位を獲得した。
2012年5月21日から5月27日調査分のサウンドスキャンの週間シングルCDソフトTOP20では18位、2012年6月2日放送分の『COUNT DOWN TV』内のThis Week's TOP 100では20位を獲得した。
批評
『CDジャーナル』は、「ポップサウンド、キュートな詞が満載な曲である。」と評した。
収録曲
作詞：藤林聖子、作曲・編曲：RAMM
1. ずっと Be with you [3:38]
  - テレビアニメ『這いよれ! ニャル子さん』エンディングテーマ

2. Attack with FULL FORCE [4:44]
3. ずっとBe with you（REDALiCE Remix） [3:17]
4. ずっとBe with you（Masayoshi Minoshima Remix） [4:45]
5. ずっとBe with you（Instrumental）
6. Attack with FULL FORCE（Instrumental）

DVD（CD+DVD盤のみ同梱）
1. ノンテロップエンディング映像
2. プロモーション映像（ED ver.）
3. ずっと Be with you CM映像（15sec ver.）
4. ずっと Be with you CM映像（30sec ver.）

### キャラクターソング
2013年2月20日から発売。
各キャラクターのキャラクターソングとオープニング曲のアンサーソングの個別歌唱版を収録し伴奏と歌詞はすべて共通。

#### VOL.1 ニャル子
2013年2月20日に発売。
1. 曲解I LOVE YOU × ウザ＞＞＞かわいい [3:37]
2. 太陽言わない燃えよカオス [4:07]
3. 曲解I LOVE YOU × ウザ＞＞＞かわいい（Instrumental）
4. 太陽言わない燃えよカオス（Instrumental）

#### VOL.2 真尋
2013年2月20日に発売。
1. Gimme a fork × …やめた。 [3:18]
2. 太陽言わない燃えよカオス [4:08]
3. Gimme a fork × …やめた。（Instrumental）
4. 太陽言わない燃えよカオス（Instrumental）

#### VOL.3 クー子
2013年3月20日に発売。
1. そして伝説のように × my burning desire
2. 太陽言わない燃えよカオス
3. そして伝説のように × my burning desire（Instrumental）
4. 太陽言わない燃えよカオス（Instrumental）

#### VOL.4 ハス太
2013年4月10日に発売。
1. Big Love × それは、キミだけ。
2. 太陽言わない燃えよカオス
3. Big Love × それは、キミだけ。（Instrumental）
4. 太陽言わない燃えよカオス（Instrumental）

#### VOL.5 珠緒
2013年3月27日に発売。
1. 応援させてね × Clumsy Heart
2. 太陽言わない燃えよカオス
3. 応援させてね × Clumsy Heart（Instrumental）
4. 太陽言わない燃えよカオス（Instrumental）

#### VOL.6 余市
2013年3月27日に発売。
1. ZERO FLAG MAN × ただの友達
2. 太陽言わない燃えよカオス
3. ZERO FLAG MAN × ただの友達（Instrumental）
4. 太陽言わない燃えよカオス（Instrumental）

### 恋は渾沌の隷也
2013年4月24日発売。後ろから這いより隊Gによる『這いよれ! ニャル子さんW』の主題歌。カップリング曲は前作同様劇中挿入歌。
1. 恋は渾沌の隷也
  - 後ろから這いより隊G

2. Blast of Fate 〜疾風の行方〜
  - 後ろから這いより隊B

3. 恋は渾沌の隷也（Instrumental）
4. Blast of Fate 〜疾風の行方〜（Instrumental）

#### 演奏
恋は渾沌の隷也
- 佐々木史郎：Trumpet
- 河合わかば：Trombone
- 本田雅人：Saxophone
- 鹿島達彦：Bass
- 後藤貴徳：Guitar

Blast of Fate 〜疾風の行方〜
- 原田ナオ：Guitars, Programming

### 這いよれ! ニャル子さんW エンディングソングシリーズ
ZZZのカップリング曲を除きいずれも「這いよれ! ニャル子さんW」のエンディングテーマで、各話の内容に合わせてエンディング曲が放送される。作詞作曲は1期のエンディングと共通。
いずれもCD版とCD+DVD版が発売されており、DVDには各シングルA面で使用されたムービーのノンテロップ版が入っている。

#### 1 RAMMに這いよるXXX
2013年4月24日発売。ジャケットにはニャル子。
1. よってS.O.S
  - RAMMに這いよるニャル子さん
    - 1話、2話、6話で使用。

2. Wonderナンダ？片思い
  - RAMMに這いよる邪神さん
    - 3話、8話で使用。
    - メンバーはニャル子、クー子、ハス太

3. よってS.O.S（Instrumental）
4. Wonderナンダ？片思い（Instrumental）

#### 2 RAMMに這いよるYYY
2013年5月22日発売。ジャケットにはクー子とクー音。
1. 嫌いなワケLychee
  - RAMMに這いよる珠緒さん
    - 4話、7話で使用。

2. Sister, Friend, Lover
  - RAMMに這いよるクー子さんとクー音さん
    - 5話、9話で使用。

3. 嫌いなワケLychee（Instrumental）
4. Sister, Friend, Lover（Instrumental）

#### 3 RAMMに這いよるZZZ
2013年7月17日発売。
1. 愛クルセイダース†ストライバー
  - RAMMに這いよる真尋と余市
  - 第2シリーズ10話で使用。

2. ユゴスよりの使者
  - The Mi-go hunters
  - 第2シリーズ10話挿入歌として使用。

3. 愛クルセイダース†ストライバー（Instrumental）
4. ユゴスよりの使者（Instrumental）

### 這いよれOnce Nyagain/きっとエンゲージ
2015年5月8日発売。後ろから這いより隊GによるOVA『這いよれ! ニャル子さんF』のOP主題歌と、RAMMに這いよるニャル子さんによる同作のED主題歌。
収録曲
1. 這いよれOnce Nyagain  [3:53]
  - 後ろから這いより隊G
  - 作詞：畑亜貴、作曲・編曲：田中秀和(MONACA)
  - OVA『這いよれ! ニャル子さんF』オープニングテーマ

2. きっとエンゲージ [3:37]
  - RAMMに這いよるニャル子さん
  - 作詞：藤林聖子、作曲・編曲：RAMM
  - OVA『這いよれ! ニャル子さんF』エンディングテーマ

3. 這いよれOnce Nyagain（Instrumental）
4. きっとエンゲージ（Instrumental）

## アルバム

### 邪神曲たち
2012年7月25日発売。OST付盤、通常盤の2種リリースで、前者にはテレビアニメ本編で使用されたBGMを収録したサウンドトラックCDが同梱された。タイトルの元ネタはAKB48のベスト・アルバム「神曲たち」。
ディスクジャケットには、水着姿のニャル子が描かれ、背景にはテレビアニメ本編中のイラストが多数使用されている。ニャル子のイラストはアニメーション制作を手掛けたXEBECによる描き下ろし。OST付盤と通常盤のジャケットではイラストに使用されている色が違っている。
2012年8月6日付のオリコン週間アルバムチャートで24位、2012年8月13日付のBillboard JAPAN Top Albumsで19位を獲得した。
収録曲
DISC-1
1. 太陽曰く燃えよカオス [3:53]
  - 歌：後ろから這いより隊G（ニャル子〈阿澄佳奈〉×クー子〈松来未祐〉×珠緒〈大坪由佳〉） / 作詞：畑亜貴、作曲・編曲：田中秀和（MONACA）
  - テレビアニメ『這いよれ! ニャル子さん』オープニングテーマ

2. 黒鋼のストライバー [3:49]
  - 歌：後ろから這いより隊B（真尋〈喜多村英梨〉×余市〈羽多野渉〉） / 作詞：藤林聖子、作曲：岡部啓一（MONACA）、編曲：永谷喬夫・岡部啓一（MONACA）
    - テレビアニメ『這いよれ! ニャル子さん』劇中歌

3. refrain 〜ほんとの気持ち〜 [4:09]
  - 歌：後ろから這いより隊N（ニャル子〈阿澄佳奈〉） / 作詞：ヤスカワショウゴ、作曲・編曲：高田龍一

4. わたし・魔ジカル [4:15]
  - 歌：後ろから這いより隊W（ルーヒー〈國府田マリ子〉×頼子〈久川綾〉） / 作詞：ヤスカワショウゴ、作曲・編曲：田中秀和

5. ずっと Be with you [3:37]
  - 歌：RAMMに這いよるニャル子さん / 作詞：藤林聖子、作曲・編曲：RAMM

6. Attack with FULL FORCE [4:42]
  - 歌：RAMMに這いよるニャル子さん / 作詞：藤林聖子、作曲・編曲：RAMM

7. 禍々しくも聖なるかな [6:04]
  - 歌：後ろから這いより隊（ニャル子〈阿澄佳奈〉×真尋〈喜多村英梨〉×クー子〈松来未祐〉×ハス太〈釘宮理恵〉×珠緒〈大坪由佳〉×余市〈羽多野渉〉×ルーヒー〈國府田マリ子〉×頼子〈久川綾〉） / 作詞：畑亜貴、作曲・編曲：帆足圭吾

8. 太陽曰く燃えよカオス 30min Non-limit ver. [29:57]
  - 歌：後ろから這いより隊G（ニャル子〈阿澄佳奈〉×クー子〈松来未祐〉×珠緒〈大坪由佳〉） / 作詞：畑亜貴、作曲・編曲：田中秀和（MONACA）
  - 「太陽曰く燃えよカオス」30分バージョンにダンスアレンジした曲。

DISC-2『TVアニメ『這いよれ! ニャル子さん』オリジナルサウンドトラック』（OST付盤のみ同梱）
全作曲・編曲：MONACA
1. いつもニコニコあなたの隣に [1:45]
2. おっはよーございまーす [1:36]
3. クラスのみなさんです [1:46]
4. のんびり [1:52]
5. お弁当でーす [2:27]
6. 何やら怪しいですね [1:40]
7. 大いなる陰謀ってやつですね [1:51]
8. 地球が危ない! [3:43]
9. 邪悪な都市 [1:36]
10. 凶悪な邪神さま [2:12]
11. 逃げるんですよ! [2:16]
12. ニャル子、参上! [2:33]
13. さぁ勝負! [1:51]
14. くっ...なかなかやりますね [2:07]
15. しんみりしちゃいます [2:43]
16. そっそんな... [2:12]
17. やるっきゃない! [1:50]
18. 壮健で... [1:52]
19. 好きです!真尋さん [1:31]
20. ダゴナマイハウス [1:31]
21. イライラ真尋さん [1:43]
22. さらにイライラ真尋さん [1:43]
23. ぴっピーンチ! [1:32]
24. しょーもない... [1:26]
25. シャンタッ君!? [1:10]
26. うんざり真尋さん [1:43]
27. ピンクな空間 [1:28]
28. ちょっとだけよぉ [1:38]
29. 乙女なんです [1:50]
30. ひぇぇぇぇー! [1:44]
31. テンションMAX [1:24]
32. 我慢なのです [1:35]
33. なんだ?なんだ? [1:41]
34. 行くぜ!行くぜ! [1:47]
35. ハス太です [1:19]
36. 邪神ハンター [1:09]
37. ふむふむ、なるほど [2:21]
38. ニャル子、大勝利! [1:36]
39. めでたしめでたし [1:51]
40. サブタイトル [0:07]
41. アイキャッチA [0:08]
42. アイキャッチB [0:06]

### 邪名曲たち
2013年4月10日発売。既存のアニメーション・ゲーム・特撮作品の主題歌を、本作の登場人物がそれぞれ歌唱したアレンジカバーを収録。初回生産限定盤には、大坪由佳が出演するラジオCDと特製スリーブが付属。
カバーの対象となる作品はいずれも、クトゥルフ神話に関連したものの中で、声優つながりあるいは本作のネタ元としても使われた作品が登場する。
収録曲
DISC-1
1. 夢は終わらない 〜こぼれ落ちる時の雫〜
歌：ニャル子（阿澄佳奈）
作詞：藤林聖子、作曲：関口敏行、編曲：坂本昌之、オリジナル：よーみ
ゲーム『テイルズ オブ ファンタジア』主題歌
2. 機神咆吼ッ! デモンベイン!
歌：八坂真尋（喜多村英梨）
作曲・編曲：大山曜、オリジナル：生沢佑一
ゲーム『機神咆吼デモンベイン』主題歌
3. BLOOD QUEEN
歌：クー子（松来未祐）
作詞：畑亜貴、作曲：黒須克彦、編曲：鈴木マサキ、オリジナル：美郷あき
テレビアニメ『怪物王女』オープニングテーマ
4. ルーレット☆ルーレット
歌：ハス太（釘宮理恵）
作詞：河合英嗣、作曲：渡邊美佳、編曲：渡邊美佳、久保幹一郎、オリジナル：桃月学園1年C組 feat. 一条さん（野中藍）
テレビアニメ『ぱにぽにだっしゅ!』オープニングテーマ
5. 呪文降臨〜マジカル・フォース
歌：暮井珠緒（大坪由佳）
作詞：岩里祐穂、作曲：YOFFY、編曲：サイキックラバー・大石憲一郎、オリジナル：Sister MAYO
特撮『魔法戦隊マジレンジャー』エンディングテーマ
6. Brave Love, TIGA
歌：余市健彦（羽多野渉）
作詞：サンプラザ中野、作曲：バーベQ和佐田、編曲：福田裕彦、オリジナル：地球防衛団
特撮『ウルトラマンティガ』エンディングテーマ
7. PSI-missing
歌：八坂頼子（久川綾）
作詞・オリジナル：川田まみ、作曲：中沢伴行、編曲：中沢伴行、尾崎武士
テレビアニメ『とある魔術の禁書目録』オープニングテーマ
8. 時空を超えて
歌：ルーヒー（國府田マリ子）
作詞・作曲：ジョー・リノイエ、編曲：II MIX ⊿ DELTA with YUPA、オリジナル：II MIX ⊿ DELTA
テレビアニメ『キスダム -ENGAGE planet-』オープニングテーマ

DISC-2
1. ラジオCD

### 邪礼曲たち
2013年10月16日発売。
1. 恋は渾沌の隷也
2. よってS.O.S
3. Wonderナンダ？片思い
4. 嫌いなワケLychee
5. Sister，Friend，Lover
6. 愛クルセイダース†ストライバー
7. Blast of Fate ～疾風の行方～
8. 嫌いなワケLychee －ツル子ver.－
9. ユゴスよりの使者
10. キミのとなりで
11. 恋は渾沌の隷也　－RAMMアレンジver.－
12. ニャルニャルサービスメドレー

### コンプリートニャルバム
2014年3月26日発売。
［DISC1］
1. 太陽曰く燃えよカオス
2. 黒鋼のストライバー
3. refrain ～ほんとの気持ち～
4. わたし・魔ジカル
5. ずっと Be with you
6. Attack with FULLFORCE
7. 禍々しくも聖なるかな
8. 太陽曰く燃えよカオス 30min Non-limit ver.

［DISC2］
1. 恋は渾沌の隷也
2. よってS.O.S
3. Wonder ナンダ? 片思い
4. 嫌いなワケLychee
5. Sister,Friend,Lover
6. 愛クルセイダース†ストライバー 　
7. Blast of Fate ～疾風の行方～
8. 嫌いなワケLychee ツル子ver.
9. ユゴスよりの使者
10. キミのとなりで
11. 恋は渾沌の隷也 -RAMMアレンジver.-
12. ニャルニャルサービスメドレー

［DISC3］
1. 曲解I LOVE YOU× ウザ>>> かわいい
2. Gimme a fork×…やめた。
3. そして伝説のように×my burning desire
4. Big Love× それは、キミだけ。
5. 応援させてね×Clumsy Heart
6. ZERO FLAG MAN× ただの友達
7. 太陽言わない燃えよカオス ニャル子ver
8. 太陽言わない燃えよカオス クー子ver
9. 太陽言わない燃えよカオス 真尋ver
10. 太陽言わない燃えよカオス ハス太ver
11. 太陽言わない燃えよカオス 珠緒ver
12. 太陽言わない燃えよカオス 余市ver
13. 太陽言わない燃えよカオス 後ろから這いより隊ver
14. 太陽言わない燃えよカオス 後ろから這いより隊Gver.

［DISC4］
1. 這いよれ！ニャル子さん原作12巻付属ドラマCDイメージソング
2. 太陽曰く燃えよカオス ニャルラトホテプver.
3. 太陽曰く燃えよカオス クトゥグア ver.
4. 太陽曰く燃えよカオス 暮井珠緒 ver.
5. 太陽曰く燃えよカオス 這いより隊G' ver.
6. 太陽曰く燃えよカオス クトゥルー ver. (Instrumental)
7. 太陽曰く燃えよカオス ゲーム曰くセーブは大事 Ver.
8. ～20.這いよれ！ニャル子さんW BGM1～13

### 邪選曲たち
2015年5月8日発売。
1. 太陽曰く燃えよカオス
2. ずっと Be with you
3. Sister,Friend,Lover
4. 黒鋼のストライバー
5. キミのとなりで
6. 恋は渾沌の隷也
7. 禍々しくも聖なるかな

## DVD・BD特典CD
第1巻『這いよれ!ニャル子さん1 スペシャルCD』
1. 宇宙麻雀大会#01 [12:53]
2. 太陽曰く燃えよカオス ニャルラトホテプ ver. [3:42]
  - 歌：ニャル子（阿澄佳奈） / 作詞：畑亜貴、作曲：田中秀和（MONACA）、編曲：木之下慶行

第2巻『這いよれ!ニャル子さん2 スペシャルCD』
1. 宇宙麻雀大会#02 [11:48]
2. 太陽曰く燃えよカオス クトゥグア ver. [3:59]
  - 歌：クー子（松来未祐） / 作詞：畑亜貴、作曲：田中秀和（MONACA）、編曲：立山秋航

第3巻『這いよれ!ニャル子さん3 スペシャルCD』
1. 宇宙麻雀大会#03
2. 太陽曰く燃えよカオス 暮井珠緒 ver.
  - 歌：暮井珠緒（大坪由佳） / 作詞：畑亜貴、作曲：田中秀和（MONACA）、編曲：立山秋航